# 穆順
穆 順（ぼく じゅん）は、中国の通俗歴史小説『三国志演義』に登場する架空の人物。同姓同名の人物2名が登場する。
1. 上党太守張楊配下の部将。『演義』第5回に登場。虎牢関において呂布を槍で迎え撃ったが、ただの一撃で突き落とされてしまう。
2. 後漢の朝廷に仕える宦官。『演義』第66回に登場。献帝の皇后である伏皇后から、宦官の中で唯一忠義の心を持つ者と評される。皇后からその父伏完への書簡の受け渡し役を任され、髪の中にそれを隠して伏完の下に向かう。しかし、伏完の返書を髪に隠して戻る途中、密告を受けて待ち構えていた曹操に咎められ、厳しい調査の末に書簡を発見されてしまう。穆順は拷問を受けても誰から命じられたかを白状しなかったが、結局、伏完や伏皇后も曹操に逮捕され、伏完・穆順は一族もろとも市中で処刑されている。

## 注
1. ↑  史実の張楊は、上党太守ではない。
2. ↑  横山光輝の『三国志』では、服や帽子を調べられたが何も出なかったため一度は解放されたが、焦って帽子を後ろ前に被ったために怪しまれて、頭を調べられて発覚する。